# Herzogtum Limburg (1839–1866)
Das Herzogtum Limburg (niederländisch Hertogdom Limburg) existierte von 1839 bis 1866. Das Gebiet des Herzogtums war geographisch identisch mit der heutigen niederländischen Provinz Limburg. Das Herzogtum wurde 1839 als Gliedstaat in den Deutschen Bund aufgenommen (mit Ausnahme der Festungsstädte Maastricht und Venlo). Im Deutschen Bund blieb es bis zu dessen Auflösung im Jahr 1866. Danach wurde es eine normale Provinz der Niederlande. 
Dieses Herzogtum aus dem 19. Jahrhundert ist nicht zu verwechseln mit dem südlicher gelegenen alten Herzogtum Limburg. Dieses hatte seit dem frühen 11. Jahrhundert im Heiligen Römischen Reich bis ins Jahr 1793 bestanden. Frankreich annektierte es in den Revolutionskriegen.
Das Königreich der Vereinigten Niederlande von 1815 umfasste zunächst die heutigen Niederlande und das heutige Belgien. Eine der Provinzen im Königreich war die Provinz Limburg. Außerdem hatte das Großherzogtum Luxemburg den niederländischen König zum Großherzog in Personalunion (1815–1890). 
Im Jahr 1830 kam es im Süden des Vereinigten Königreichs der Niederlande zum Aufstand (→ Belgische Revolution), worauf das unabhängige Belgien entstand. Belgien eroberte die Provinz Limburg, und auch in Luxemburg gab es einen Aufstand. Nach militärischen Auseinandersetzungen fand man 1839 folgende Lösung: 
- Luxemburg verlor dauerhaft seinen französischsprachigen Westteil an Belgien (→ Provinz Luxemburg), das verbleibende Großherzogtum war weiterhin ein Gliedstaat des Deutschen Bundes.
- Limburg wurde auf der Londoner Konferenz (1838–1839) in einen belgischen Anteil und einen niederländischen Anteil geteilt. Niederländisch-Limburg wurde in den Deutschen Bund aufgenommen.

In Belgisch-Luxemburg lebten ähnlich viele Menschen wie in Niederländisch-Limburg. Die Aufnahme Niederländisch-Limburgs in den Deutschen Bund glich also den Verlust von Belgisch-Luxemburg aus. Das war wichtig für die Vertretung des niederländischen Königs im Bundestag des Deutschen Bundes. Sonst hätte sein Vertreter seine Virilstimme verloren und hätte sich eine Kuriatstimme mit einer Gruppe kleinerer Staaten teilen müssen. 
Zu diesem Zweck erhielt Niederländisch-Limburg den Status eines Herzogtums. Es war offiziell keine niederländische Provinz und wählte auch keine Abgeordneten für das niederländische Parlament, unterstand aber de facto der niederländischen Verwaltung. Für den niederländischen König hatte die Lösung den Vorteil, dass der militärische Schutz des Deutschen Bundes sich nun auch auf dieses Gebiet erstreckte.
In der Revolutionszeit 1848/1849 wählte man im Herzogtum Limburg zwei Abgeordnete in die Frankfurter Nationalversammlung. Beide warben für die Integration des Herzogtums in den zu gründenden deutschen Nationalstaat. Nachdem der niederländische König die Lage der Limburger aber verbessert hatte, verlor die pro-deutsche Richtung an Zustimmung.
Nach der Auflösung des Deutschen Bundes im Jahr 1866 wurde Limburg eine niederländische Provinz, und zwar im Jahr 1867. Der Herzogstitel existierte allerdings noch bis 1906.

## Niederlande, Luxemburg und Limburg nach 1815
Der niederländische König Wilhelm I. hatte durch den Wiener Kongress 1814/1815 ein großes, vereinigtes Königreich erhalten, zeigte aber wenig Neigung, den damit verbundenen Erwartungen nachzukommen. Luxemburg, dessen Großherzog er wurde, behandelte er fast wie einen Teil der Niederlande: Die Luxemburger Bundestruppen schlug er einfach seinem niederländischen Heer zu, und Luxemburg entsandte auch Abgeordnete in das niederländische Parlament. Wegen Luxemburg durfte der König (genauer seine Regierung) einen Gesandten in den Frankfurter Bundestag schicken. Er zahlte immerhin einige tausend Gulden jährlich in die Bundeskasse, um dem Vorwurf des offenen Bundesbruchs zu entgehen. Erst recht hielt Wilhelm nichts von dem Gedanken, die gesamten Niederlande dem Deutschen Bund beitreten zu lassen.

Königreich der Vereinigten Niederlande, 1815–1830

Umgekehrt wurde der Deutsche Bund nicht sehr aktiv, als 1830 die Belgische Revolution ausbrach und Luxemburg mitriss. Der Bund garantierte seinen Mitgliedern zwar den Besitzstand und beschloss auch eine Bundesexekution (März 1831). Allerdings führte er diese nicht aus, weil ein Krieg mit Frankreich befürchtet wurde. Nur um die Festung Luxemburg konnte der Aufstand abgewehrt werden, weil dort Bundestruppen aus Preußen stationiert waren.
Im halbdeutschen Großherzogtum Luxemburg rührte der Aufstand vor allem aus Unzufriedenheit mit den niederländischen Steuern her. In der Provinz Limburg waren die Sympathien für die liberal-katholische Belgische Revolution aufrechter. Nur im Süden der (damals noch ungeteilten) Provinz Limburg, in der Festungsstadt Maastricht, konnten sich die Truppen des Königs halten.
Damals befürchtete man einen deutsch-französischen Krieg auf belgischem Boden. Daher dachte König Wilhelm daran, dass das gesamte Vereinigte Königreich der Niederlande doch noch dem Deutschen Bund beitreten könnte. So wäre das Königreich vor Frankreich geschützt gewesen. Sollte der König seine Macht nicht mehr über Belgien zurückgewinnen können, dann sollte, seiner Meinung nach, Belgien mitsamt Luxemburg dem Deutschen Bund beitreten, entweder mit Wilhelm oder mit einem katholischen deutschen Fürsten als Monarchen. Belgien würde vor einer französischen Annexion bewahrt werden. Tatsächlich wäre ein Beitritt aber bei den Bewohnern der restlichen Niederlande wie auch Belgiens äußerst unpopulär gewesen.
Auf der Londoner Konferenz 1830/1831 berieten die Großmächte über Belgien. Belgien selbst sah Luxemburg als seine eigene Provinz an, unbeschadet der Bundeszugehörigkeit Luxemburgs. Die Deutschen allerdings wollten keine belgische Provinz als Mitglied im Deutschen Bund. Frankreich unterstützte Belgien hierin, nachdem es sich Luxemburg nicht hatte selbst einverleiben können und daher hoffte, künftig Belgien zu seinem Vasallenstaat zu machen.

## Limburg im Deutschen Bund ab 1839

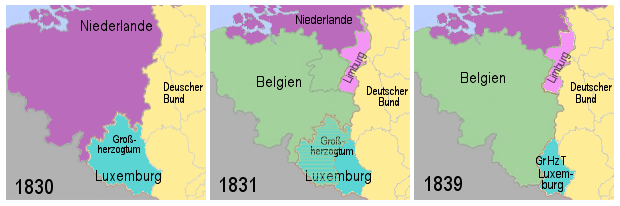
Änderungen nach dem Vertrag von London 1839

In den kommenden Jahren bemühte König Wilhelm sich noch darum, Belgien zurückzuerobern oder wenigstens seine Verhandlungsposition zu verbessern. Im Jahr 1839 mussten sowohl Wilhelm als auch die Belgier jedoch widerwillig einem Kompromiss zustimmen, der im Wesentlichen bereits 1831 vorgelegen hatte. Luxemburg wurde geteilt: Der vorwiegend französischsprachige Westteil ging an Belgien, der deutschsprachige Ostteil blieb als Wilhelms Großherzogtum mitsamt Bundesfestung im Deutschen Bund. 
Außerdem wurde die Provinz Limburg zwischen Belgien und den Niederlanden geteilt. Niederländisch-Limburg blieb als Herzogtum Limburg weiterhin der niederländischen Erbfolge, Verfassung und Verwaltung unterworfen. Es wurde aber zusätzlich Gebiet des Deutschen Bundes, mit Ausnahme der Festungen Maastricht und Venlo mit ihrem direkten Umland. Der deutsche Bundestag akzeptierte den Tausch am 5. September 1839; der Deutsche Bund hatte rund 150.000 Einwohner in Luxemburg verloren und ebenso viel in Niederländisch-Limburg gewonnen.
Wilhelm hielt es für einen Vorteil, dass Limburg militärisch nun unter Schutz des Deutschen Bundes stand, während auch die deutsche Seite die strategisch günstige Maaslinie verwirklicht sah. Gerade die konservativen Großmächte Österreich, Preußen und Russland waren befriedigt, dass das revolutionäre Belgien seine Maximalforderungen nicht verwirklichen konnte. Dennoch widersprach es Geist und Buchstaben der deutschen Bundesverfassung, dass ein Gebiet sowohl deutsches Bundesgebiet als auch die Provinz einer fremden Macht darstellte. Hätten Bundestag und niederländische Regierung auf ihre entsprechenden Rechte bestanden, wäre es sofort zu Konflikten gekommen. Ferner hätte im Kriegsfalle das „deutsche“ Herzogtum Limburg Gegner einer Macht werden können, mit der das niederländische Herzogtum Limburg gute Beziehungen hatte.
Ein Konflikt bahnte sich 1846/1847 an. Vor allem Österreich drängte im Deutschen Bund auf die Einführung einer einheitlichen Pressezensur. Diese hätte aber in Limburg die niederländische Verfassung verletzt. Außerdem wäre eine Zensur allein im Bundesgebiet Limburg kaum durchsetzbar gewesen, dazu hätte man das Lesen von Zeitungen aus Maastricht, Venlo und den übrigen Niederlanden unterbinden müssen. Zu einem entsprechenden Bundesbeschluss ist es dann aber nicht mehr gekommen.

## Forderungen der Nationalversammlung 1848
Zwar hatte es im Vormärz einzelne deutsche Nationalisten gegeben, die die gesamten Niederlande in ein neues deutsches Reich einbeziehen wollten. Diese hielten sich in der Nationalversammlung aber zunächst sehr zurück. Das galt ebenso für rheinische Handelskreise, die sich zuvor mit den Niederlanden über die Rheinschifffahrt gestritten hatten und jetzt auf eine enge deutsch-niederländische Zusammenarbeit unter dem Zeichen des Liberalismus hofften. In die Nationalversammlung waren zwei Limburger gewählt worden, von denen der eine sogleich das Thema Limburg behandelt sehen wollte. Baron Jan Lodewijk van Scherpenzeel Heusch schrieb am 24. Mai 1848 der Nationalversammlung, dass er erst seinen Sitz einnehmen könne, wenn beschlossen worden ist, dass Limburg nicht mehr den Niederlanden angehören werde. Ein entsprechender Antrag des Legitimationsausschusses wurde angenommen.

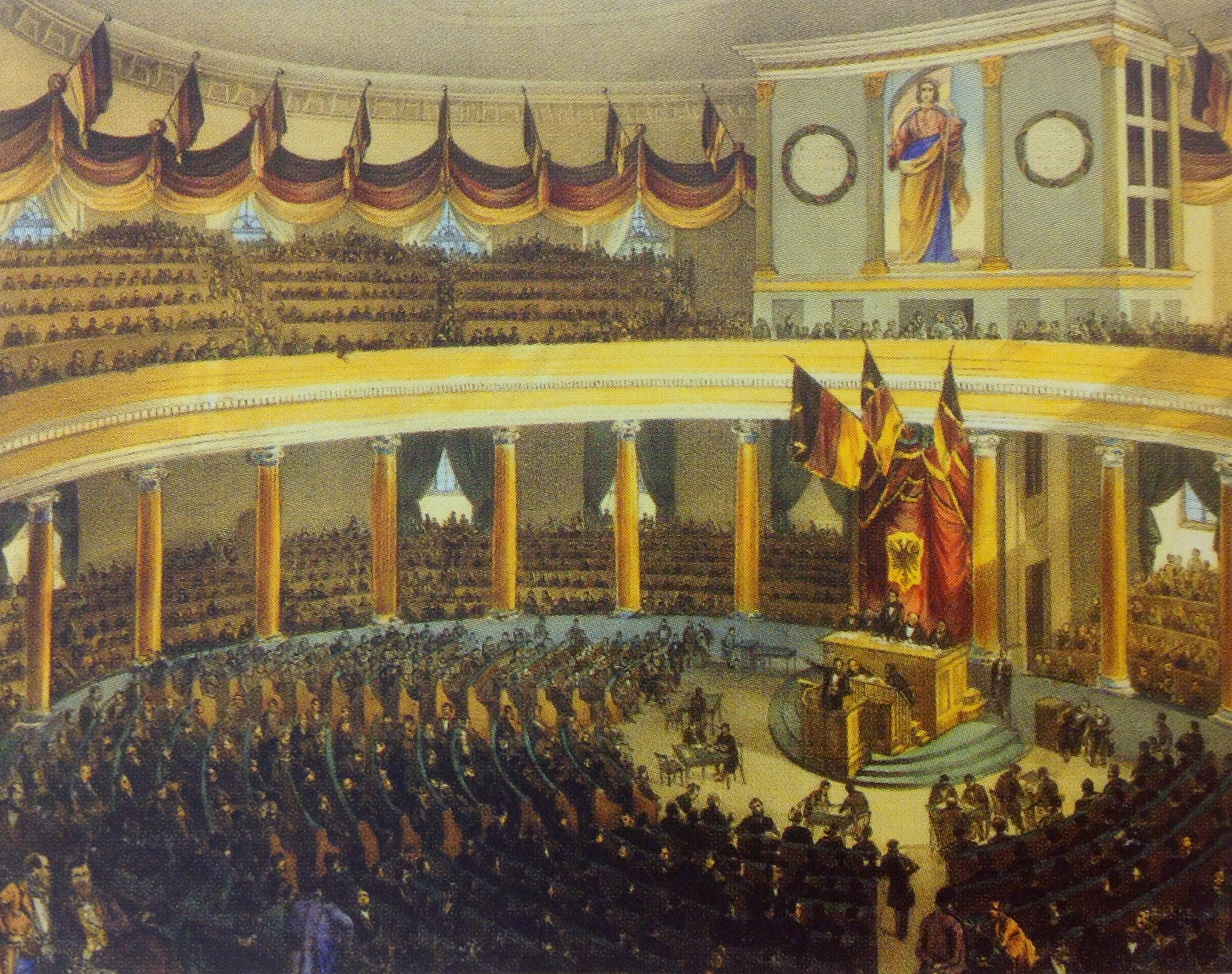
Frankfurter Nationalversammlung 1848

Scherpenzeel wollte die besondere staatsrechtliche Situation des Herzogtums Limburg dazu ausnutzen, das Gebiet wenn schon nicht Belgien, so doch Deutschland anzuschließen. Er erwartete, dass sich das belgische Modell der liberal-konstitutionellen Monarchie auch in Deutschland durchsetzen werde. Wirtschaftlich versprach er sich für Limburg ebenso Vorteile: Es hatte wenig Beziehungen nach Norden, und die Teilung Limburgs hatte es von seinem ehemaligen Hinterland im Westen abgeschnitten. Hinzu kam die Verbitterung darüber, dass Limburg die Schulden der alten Niederlande mitbezahlen sollte.
Die niederländische Regierung versuchte, die Bindungen von 1839 für Limburg rückgängig zu machen. So weigerte sie sich auch, den limburgischen Beitrag für die Reichsflotte zu zahlen oder das limburgische Militärkontingent zum Bundeskrieg gegen Dänemark zu entsenden.
Am 19. Juli 1848 kam es in der Nationalversammlung zu einer größeren Debatte über einen Antrag, dass Limburg als deutsches Land anzusehen sei, dass Limburg nicht wie bisher unter niederländischer Verwaltung stehen könne und dass die deutsche Reichsregierung mit den Niederlanden über die finanzielle Belastung sprechen solle. Einige Redner wie Ernst Moritz Arndt meinten zwar, dass die germanischen Niederlande auch aus handelspolitischen Gründen dem Reich angeschlossen werden müssten, die meisten aber bezogen sich nur auf den Inhalt des Antrags, der nahezu einstimmig angenommen wurde.
In Frankfurt trafen pro-deutsche und pro-niederländische Petitionen ein. Als manche Limburger anfingen, keine Steuern mehr zu zahlen, verkündete die niederländische Regierung, dass der Status des Herzogtums nur in Einvernehmen mit Den Haag verändert werden könne. Sie unterstrich ihren Willen mit Truppendemonstrationen, nachdem der Limburger Gouverneur Konfrontationen eher aus dem Wege gegangen war, ohne Positionen preiszugeben. In der niederländischen Zweiten Kammer war die Mehrheit aus Gründen des nationalen Prestiges zwar gegen die Abtrennung Limburgs. Doch sie war andererseits nicht bereit, die Kosten beispielsweise für eine Mobilmachung zu tragen.

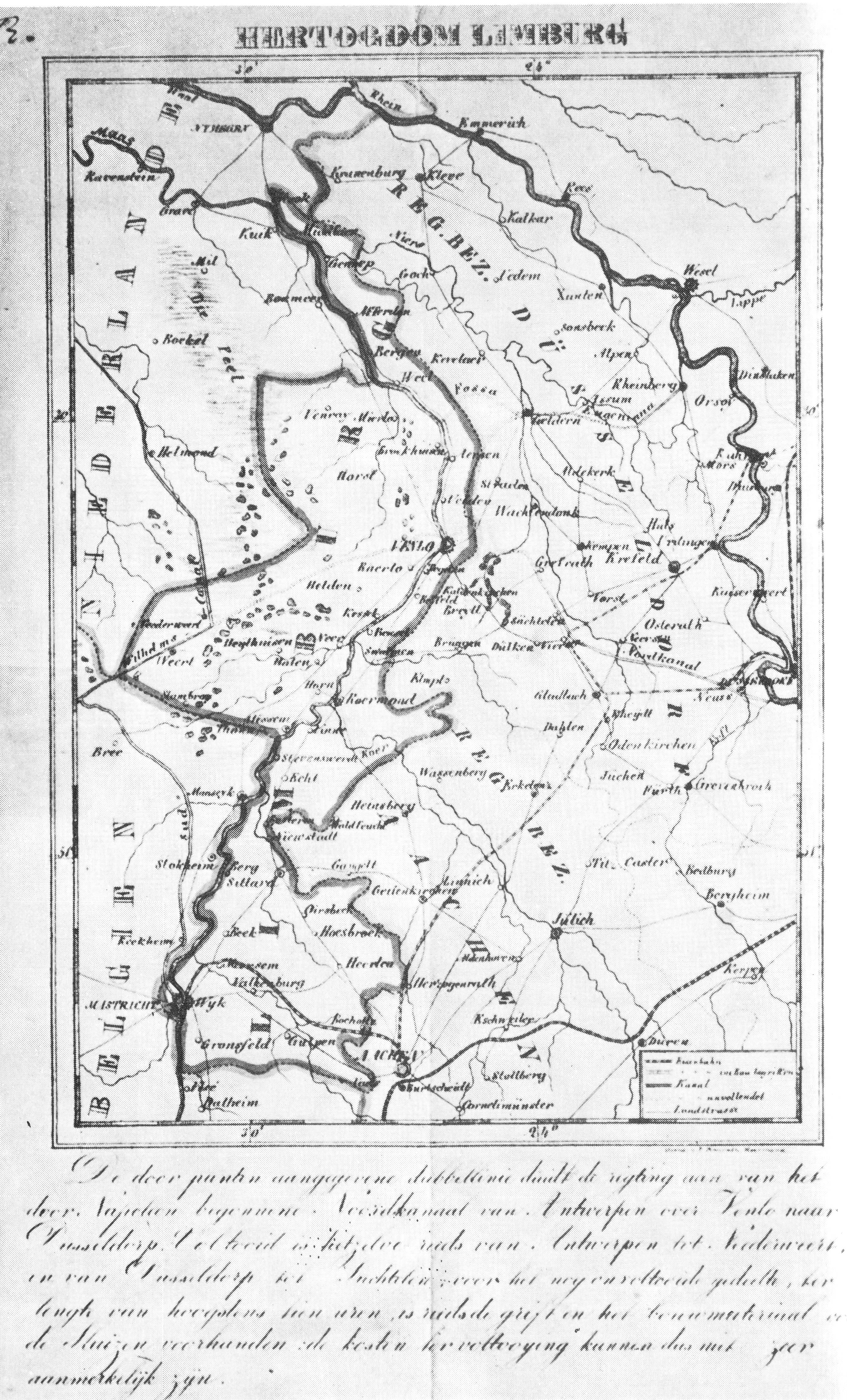
Herzogtum Limburg, um 1848

Die deutsche Öffentlichkeit begrüßte zwar einen Anschluss Limburgs, hielt die Frage aber nicht für sehr bedeutsam. Die deutsche Reichsregierung verzögerte eine Ausführung des Beschlusses vom 19. Juli; sie wusste, dass der Status Limburg mit einer komplizierten Konstellation an der Grenze zu den Niederlanden und Belgien verbunden war. Manche Äußerungen in der Nationalversammlung waren auch nicht dazu geeignet, die Furcht des Auslands vor der Macht eines geeinten Deutschlands zu mindern. Der deutschen Seite wurde immerhin zugutegehalten, dass Limburg bereits zum Deutschen Bund gehört hatte.
Am 1. September 1848 kam es in der Nationalversammlung zu einer Debatte über die Ausführung des Beschlusses vom 19. Juli; der dazugehörige Antrag, der einem Misstrauensvotum gleichkam, wurde jedoch abgelehnt. Im November bestätigte die Nationalversammlung noch einmal ihren Beschluss, aber das Interesse an Limburg war deutlich abgeklungen. Die Nationalversammlung konzentrierte sich auf die Erarbeitung der Reichsverfassung. Mittlerweile hatte sich außerdem die Situation in den Niederlanden längst stabilisiert, mit liberalen Verfassungsänderungen und einer Verbesserung des Status für die Limburger.

## Internationale Reaktionen

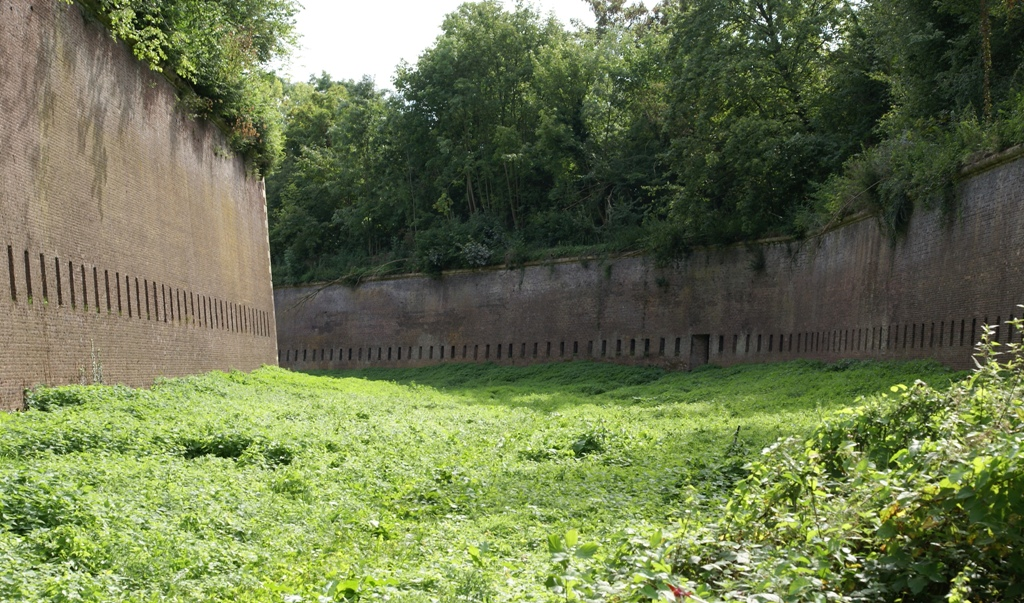
Reste einer Festungsanlage bei Maastricht

Österreich war eher gegen eine Trennung Limburgs von den Niederlanden, denn es sah darin einen Präzedenzfall für die Abtrennung deutschsprachiger Gebiete von Österreich, um sie dem deutschen Bundesstaat anzugliedern. Allerdings war Österreich zunächst durch seine inneren Probleme nicht in der Lage, Den Haag wirkungsvoll zu unterstützen. Später dann hätte es eine einvernehmliche Regelung begrüßt, um den gegenwärtigen Zustand zu verbessern, und dabei hätten die Niederländer Zugeständnisse machen sollen.
Die Niederlande sahen die Entfremdung zwischen Berlin und Frankfurt gern, jedoch wollten die Preußen sich zum Vertreter der nationalen Sache machen. Eine engere Bindung Limburgs an Deutschland wünschte Preußen allein schon aus militärischen Gründen. Mit Datum vom 31. Juli 1848 antwortete die preußische Regierung schließlich den Niederlanden, dass sie eine Neuregelung für notwendig erachtete.
Erst am 23. Juli erkannten die Niederlande die Regierung der Französischen Republik an. Zwei Tage später hörte der niederländische Gesandte in Paris vom französischen Außenminister eine sehr negative Meinung über die Frankfurter Nationalversammlung. In Zukunft würde sicher auch das Elsass gefordert werden. Ferner verfing die Warnung des Niederländers, dass die Festungen Maastricht und Venlo nicht in deutsche Hände fallen sollten. Frankreich nahm zu diesem Zeitpunkt sowieso eine abwartende und vorsichtige Haltung ein. Frankreich hatte militärisch und finanziell nicht die Mittel für einen Krieg und war ohne Bündnispartner, die Regierung war noch nicht fest im Sattel. Möglicherweise hätte Frankreich zu verhindern gesucht, dass die Festungen an der Maas deutsch wurden, es aber hingenommen, wenn beispielsweise ein Teil von Bundes-Limburg von den Niederlanden abgetrennt worden wäre.
In Den Haag erwartete man, dass England sich ebenso wie im Fall Schleswig-Holstein auch gegen deutsche Ansprüche auf Limburg aussprechen werde. Schließlich sei England immer als Beschützer der kleinen Mächte auf dem Kontinent aufgetreten. Doch der britische Außenminister Palmerston ignorierte ein entsprechendes niederländisches Schreiben im Juni, da ihm die Angelegenheit weder sehr dringlich noch sehr wichtig erschien. In einer Rede vor dem Unterhaus verglich der konservative Oppositionspolitiker Disraeli dann die Limburg-Frage mit Schleswig-Holstein. Beide Fälle zeugten seiner Meinung nach von einer aggressiv-annexionistischen Haltung in Deutschland. Palmerston hielt sich in seiner Antwort zurück: Die Regierung müsse sich noch genauer informieren und warte auf Erläuterungen der Niederländer.
Am 16. August erhielten die Niederlande eine sehr kühle Reaktion Palmerstons. Man erhielt in Den Haag den Eindruck, dass England die Limburg-Frage nur als Angelegenheit zwischen dem Deutschen Bund und einem seiner Mitglieder betrachte. Limburg habe wie andere Bundesgebiete Abgeordnete nach Frankfurt entsandt, um die Bundesverfassung zu reformieren. Wenn den Bundesstaaten die neue Verfassung zu unitarisch (einheitsstaatlich) werde, dann sei es an ihnen gemeinsam, sich dagegen zu wehren.
Grund für die Haltung Palmerstons war, dass ihn im August die italienischen Angelegenheiten in Anspruch nahmen, dass der Frankfurter Beschluss von 19. Juli noch nicht umgesetzt worden war, und dass die Deutschen nicht die beiden Maasfestungen (Maastricht und Venlo) beanspruchten. Ansonsten hätte die britische Reaktion anders ausgesehen. Palmerston wollte darüber hinaus auch nicht den erwarteten deutsch-dänischen Waffenstillstand dadurch gefährden, dass er an anderer Stelle einen Konflikt mit Berlin förderte.
Nur Belgien und Russland hatten den niederländischen Anspruch auf Limburg ausdrücklich verteidigt, doch Belgien war neutral und Russland unterstützte die Niederlande nur moralisch. Wegen der Haltung der Großmächte hätte Den Haag wahrscheinlich klein beigegeben, wenn Deutschland nach dem 19. Juli auf rasche Verhandlungen gedrängt hätte. Ein Vorpreschen aber wäre wiederum von den ausländischen Großmächten scharf verurteilt worden. Die Folge wäre ein Kompromiss gewesen, der die deutsche Reichsregierung wiederum in Konflikt mit der Nationalversammlung gebracht hätte.

## Auflösung des Deutschen Bundes 1866
Als der preußische Ministerpräsident Otto von Bismarck am 10. Juni 1866 einen Plan zur Reform des Deutschen Bundes vorlegte, sah er bereits vor, dass Limburg und Luxemburg den Bund verließen. Nach dem Deutschen Krieg vom Juli/August 1866 wurde der Deutsche Bund aufgelöst. Limburg und Luxemburg wollten nicht dem künftigen Norddeutschen Bund angehören, und Bismarck bemühte sich auch deshalb nicht ernsthaft um sie, weil ein ausländischer Landesherr in einem Bundesstaat ein Problem dargestellt hätte.

Norddeutscher Bund 1867–1870

Strittig blieb aber zunächst das Schicksal Luxemburgs, an dem Frankreich ein Interesse hatte, in dem aber auch eine preußische Garnison stand. Zwar war sie nach der Auflösung des Bundes keine Bundesfestung mehr, aber Preußen berief sich auf preußisch-niederländische Verträge und beließ die Garnison dort. In Gesprächen mit Frankreich hatte Bismarck versprochen, auf die Niederlande Druck auszuüben, so dass er aus taktischen Gründen am 23. August 1866 Den Haag mitteilte, Limburg und Luxemburg sollten dem norddeutschen Bundesstaat angehören.
Im Zuge der Luxemburgkrise wurde auf der Londoner Konferenz im Mai 1867 bestätigt, dass die Auflösung des Deutschen Bundes auch die Auflösung der Bindungen Luxemburgs und Limburgs an diesen Bund bedeutet habe (Art. VI). Der Titel Herzogtum verlor nach dem Austritt an Bedeutung, da Limburg nur noch eine Provinz der Niederlande war, blieb aber bis 1906 bestehen.
Die Limburger selbst sind gegenüber dem Königreich der Niederlande lange Zeit reserviert geblieben. Schließlich hatten sie vor 1830 zu den südlichen Niederlanden gehört, mit denen sie kulturell, wirtschaftlich und durch die katholische Religion verbunden waren. Der Erste Weltkrieg führte zu einer besseren Integration und Identifikation der Limburger als Niederländer, weil die Zugehörigkeit zu den neutralen Niederlanden ihnen das Schicksal der besetzten Belgier ersparte.

## Herzöge
Die Herzöge waren identisch mit dem jeweiligen niederländischen König:
- 1839–1840 Wilhelm I
- 1840–1849 Wilhelm II
- 1849–1866 Wilhelm III

Nach 1866 blieb der Titel Hertog van Limburg als ein persönlicher Adelstitel für Wilhelm III. bestehen. Aufgrund des Gesetzes über den Adel konnten Adelstitel aber nicht an die weibliche Linie der Nachkommen übergehen, sodass Wilhelm III. der letzte Träger des Adelstitels „Herzog von Limburg“ war. Er starb 1890.
In Erinnerung an die komplizierten Verhältnisse und wechselnde Zugehörigkeiten als Herzogtum und Generalitätsland wurde in der Bevölkerung der Beauftragte der niederländischen Königin für Limburg inoffiziell immer noch als Gouverneur bezeichnet.

## Sonstiges
Eine offiziell bestätigte Flagge gab es nicht. Doch wurde ab 1841 von verschiedenen Seiten eine rot-weiß längsgestreifte Flagge propagiert (Proportionen und Farbtöne unverbindlich). Die Farben leiteten sich aus dem offiziell genehmigten Wappen ab.
August Heinrich Hoffmann von Fallersleben dichtete im Jahr 1841 das Lied der Deutschen, das 1922 zur deutschen Nationalhymne wurde. Die Liedzeile von der Maas bis an die Memel erklärt sich durch das Herzogtum Limburg, durch das der Fluss Maas fließt.